# Stazzona, Lombardiet
Stazzona är en ort och kommun i provinsen Como i regionen Lombardiet i Italien. Kommunen hade 598 invånare (2018).